# 観音水車でかまるくん

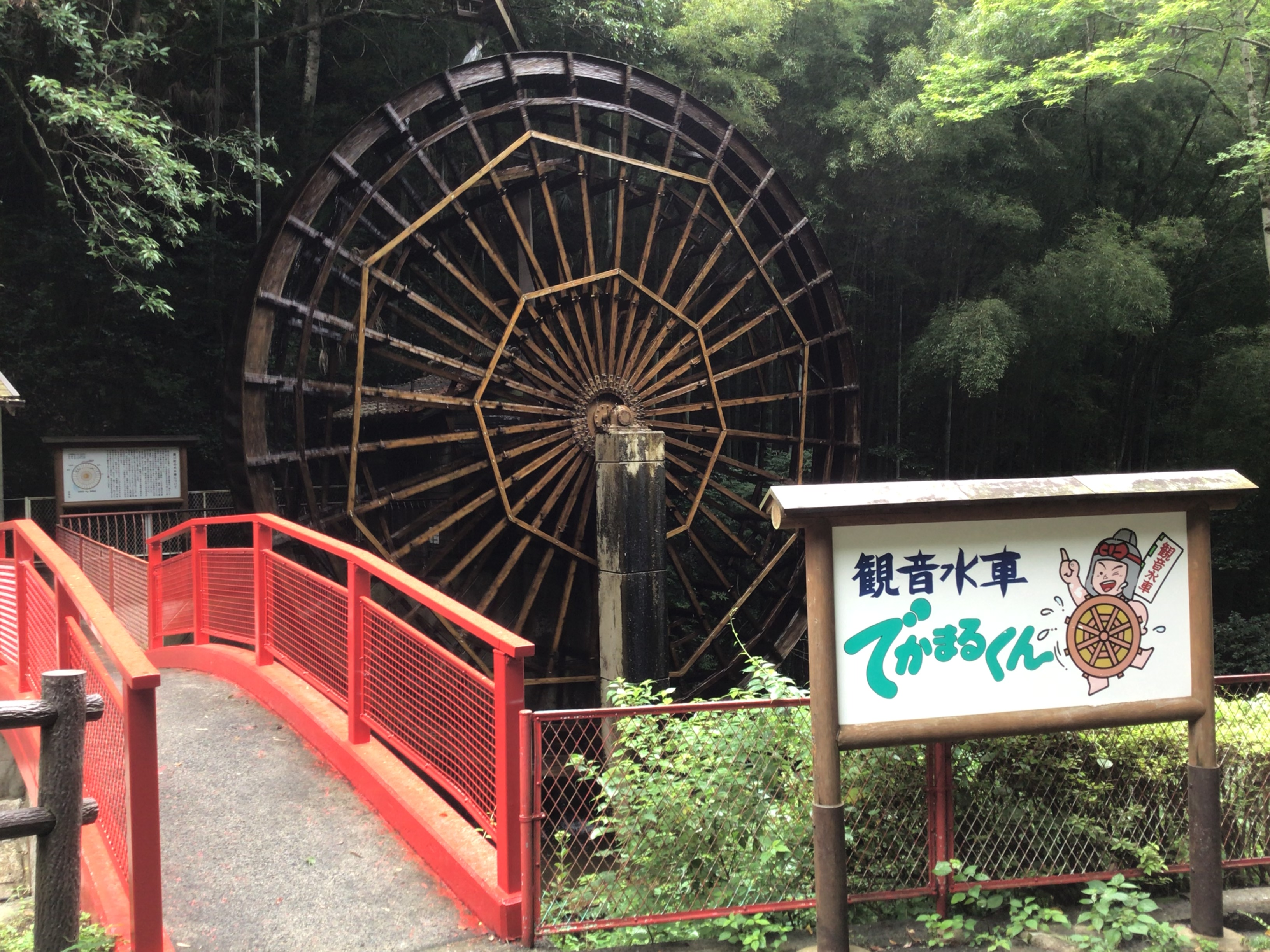
観音水車でかまるくん

観音水車でかまるくん（かんのんすいしゃでかまるくん）は山口県岩国市美川町根笠にある直径12mの木造の巨大な水車。1990年の完成当時は日本一大きい水車だった。単に「美川町の大水車」とも呼ばれる。

## 概要
ふるさと創生事業の一環として1990年（平成2年）5月に造られた。建設費は3150万円。トイレや駐車場の整備費を含めると総事業費は約9000万円。旧・美川町の町木でもあった特産の杉を使用。直径15mの計画だったが、台風を考慮し直径12mに縮小された。完成した5月には、美川町全体の前年の観光客数1万6000人を上回る2万4000人が来訪。年間では10万人以上が訪れた。その後老朽化が進んだため、2010年（平成22年）に木材を全面的に取り替える改修工事が行われた。完成当時は日本一の大きさだったが、1991年（平成3年）3月、鹿児島県祁答院町に直径13.2mの「世界一郷水車」が完成し日本一を譲った。
錦川の支流、岩屋川の約300m上流から配管で水を引き水車を回している。名称は、公募で集まった1700件の候補の中から決定。選考の結果、名称を「観音水車」、愛称を「でかまるくん」とした。「観音水車」の名称は、隣接する「岩屋観音」に由来する。
水車は連動した石臼でそばを挽くことができ、1時間に最大7kgのそば粉を製粉可能。1990年から2015年（平成27年）まで水車の動力で挽いたそば粉を使った山菜そば店が営業していた。夏場はソーメン流しをしていたが閉店した。また、特産物販売所も備えていたがこれも閉店している。
そば店の閉店後、一帯はやぶ化していたが再整備され、2023年（令和5年）6月に休憩所がリニューアルオープンすることになった。

## データ
- 水車直径：12.036m[4]
- 水車巾：0.9m[1]
- 日の足：32本×2本

## 交通アクセス

### 公共交通機関の場合
- 錦川鉄道錦川清流線根笠駅から岩屋方面行きバス(水曜運休)で9分、岩屋バス停下車、徒歩5分[10]。

### 自家用車の場合
- 山陽自動車道岩国インターチェンジから30分。駐車場50台分あり[10]。